# 布龙路
布龙路（又称布龙公路）是深圳市内一条东西走向的道路，横跨龙岗和龙华两区；东起龙岗区布吉大芬立交，连接 布沙路和 龙岗大道，在龙华区大浪布龙龙观路口（ 360省道终点）与 龙观大道相接，并往西北与福龙路相交，最后止于水朗枢纽立交与 石观路，龙大高速公路，机荷高速公路连接。
本路在布龙龙观路口以东为 360省道（核龙线）的末尾路段，以西至水朗枢纽立交为 359省道（西宝线）的一部分，也是沿线各地（布吉、坂田、民治、龙华、大浪）对外交通的主干道。

## 历史

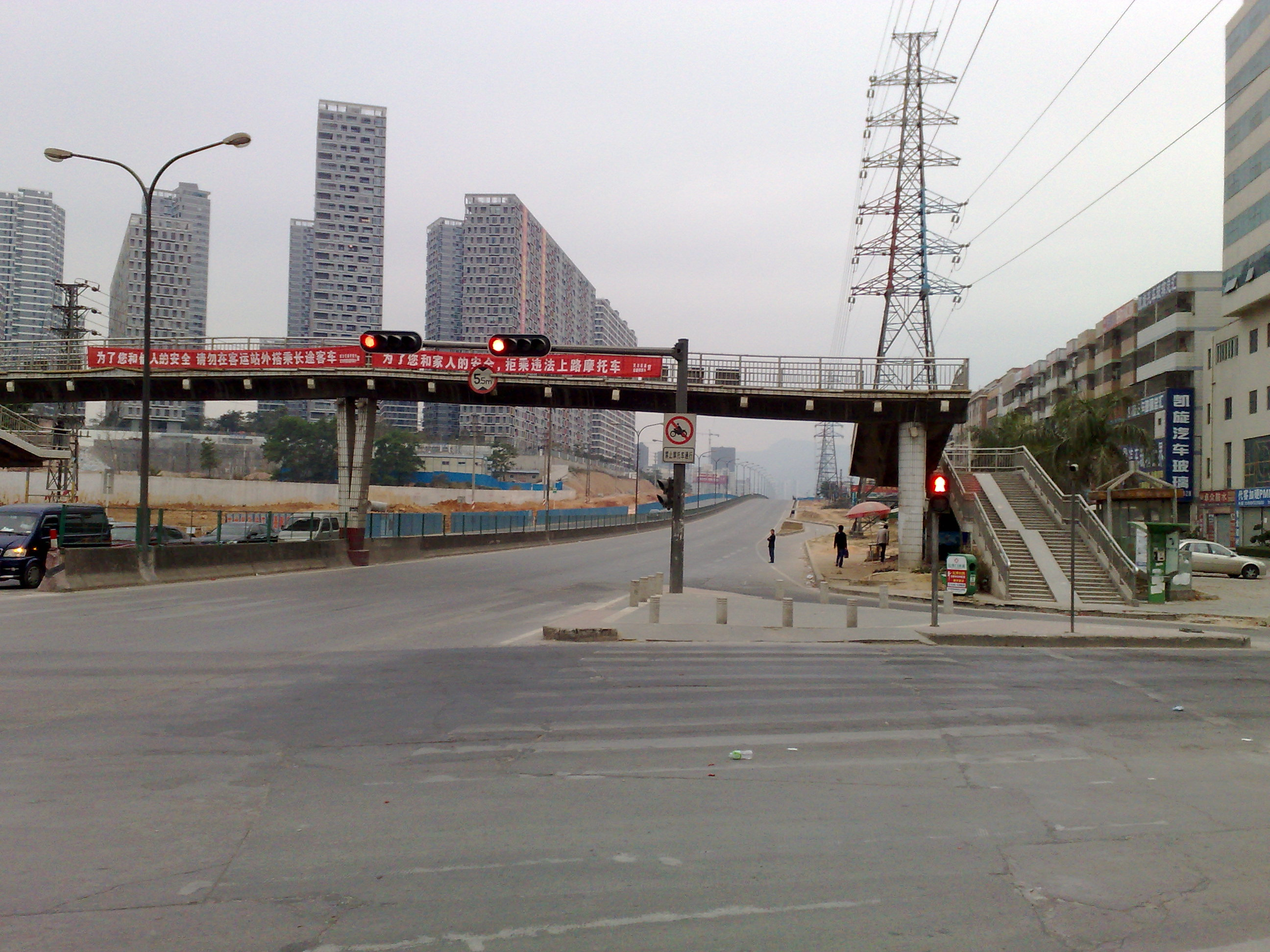
2009年的布龙路

布吉到龙华之间在1931年前就有道路连接，之后便有了布龙公路的说法，但是这条第一代的布龙公路（即今日的 吉华路）在20世纪90年代布吉和龙华两镇开始工业化发展之后便经常拥堵，再加上其线位较绕，路面较窄，因此新建另一条通道分流，即现在的布龙路。
布龙路初期又叫“布龙一级公路”、“新布龙公路”，约在1994年-1996年全线通车，1996年12月编入广东省360省道，后来又在2007年开始进行市政化改造，拓宽了道路并增设部分辅道，主道也部分立体化，工程于2010年—2011年完工。

## 沿路概况

#### 途径地区

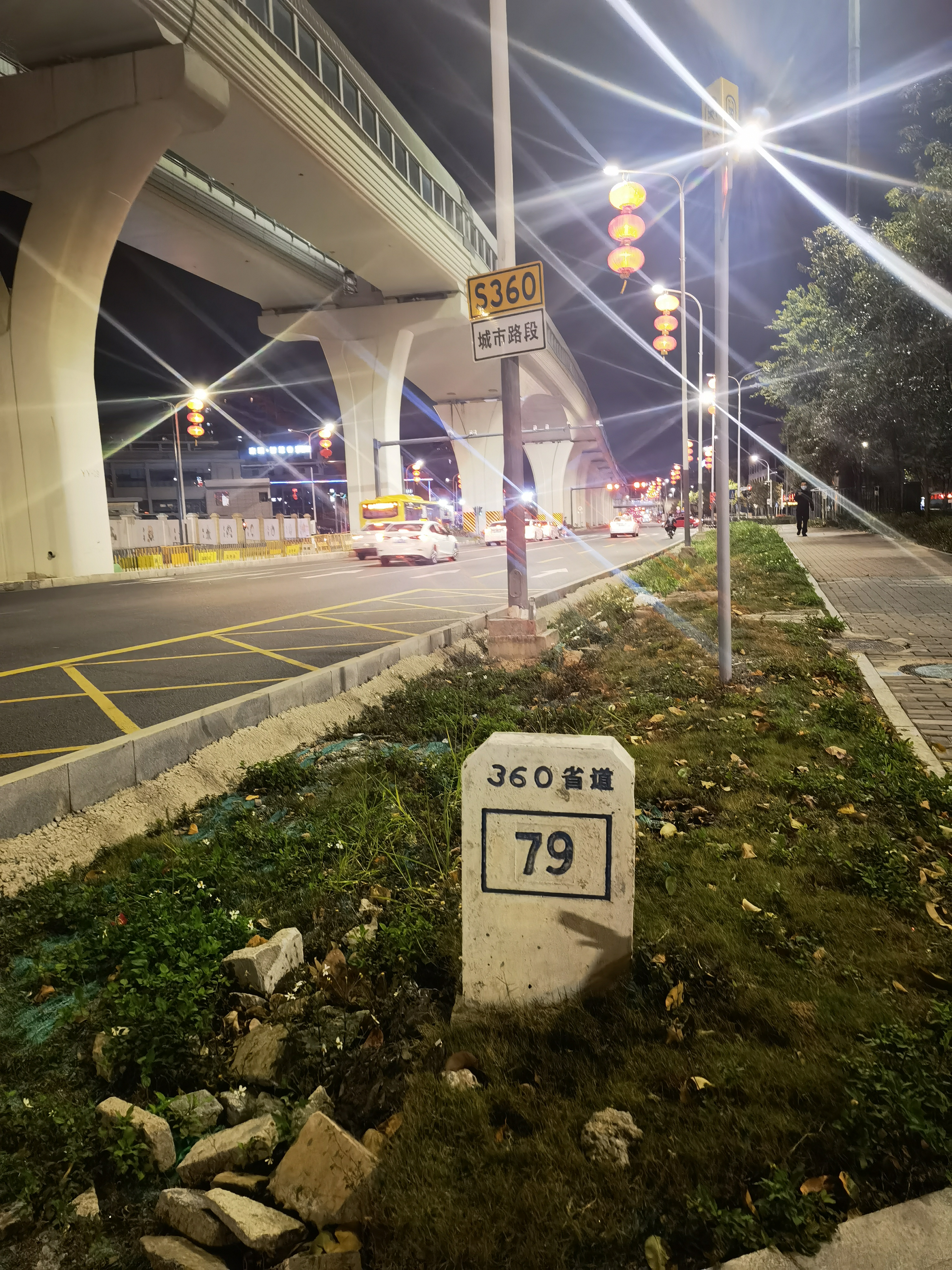
360省道终点，位于布龙龙观路口南端

龙岗区：南湾街道（大芬、石芽岭）、吉华街道（三联、上水径）、坂田街道（杨美，坂田）
龙华区：民治街道（油松、牛栏前、上塘）、龙华街道（龙胜、赤岭头）、大浪街道（上早、鹊山、上横朗）

#### 主要相交道路
（由布吉往龙华方向排列，括号为立交桥，其余未提及的均为平面路口）
- 布沙路、 龙岗大道（大芬立交）
- 东西干道（布龙立交）
- 吉华路、 水官高速公路、 清平高速公路、南坪快速路（龙景立交）
- 坂雪岗大道
- 五和大道
- 梅观高速公路（坂田出口）
- 民治大道
- 梅龙大道
- 龙华人民路
- 龙华和平路
- 龙观大道
- 福龙路、 石观路， 龙大高速公路， 机荷高速公路（水朗枢纽立交）

#### 沿路地铁站
█5号线：
杨美、坂田、五和
█4号线：
龙胜
█6号线：
上芬、元芬